# Hyperplasia interdigitalis

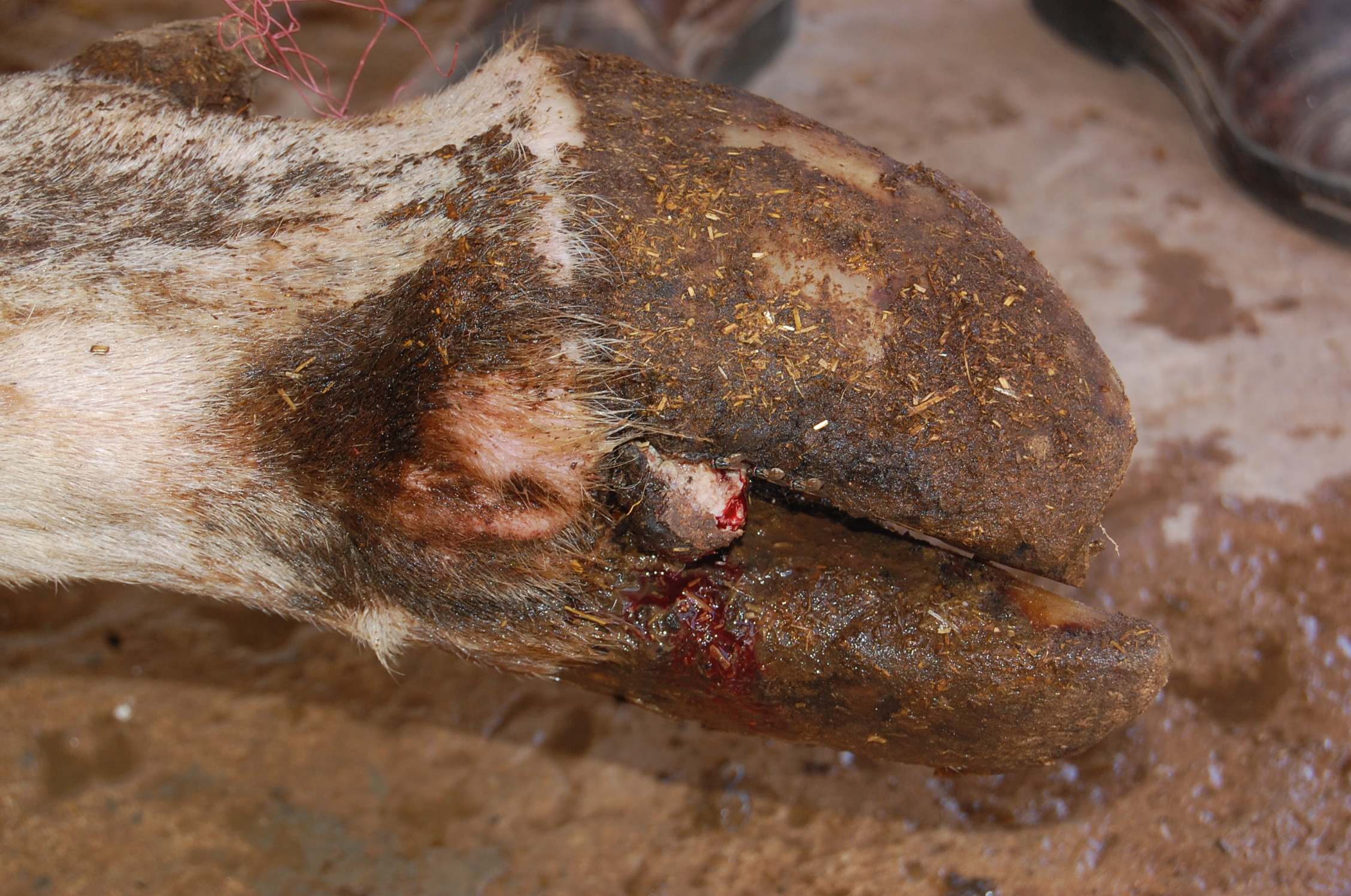
Ausgeprägte entzündete Zwischenklauengeschwulst

Die Hyperplasia interdigitalis, auch als eine Limax, ein Tylom (Plural: Tylome; altgriechisch: τύλος Wulst, Schwiele; in der Fachsprache: Tyloma, Plural: Tylomata), ein Zwischenklauenwulst  oder eine Zwischenklauengeschwulst bezeichnet, ist eine Klauenerkrankung beim Rind. Sie ist eine Haut- und Unterhautwucherung im Zwischenklauenspalt. Beim Menschen gibt es eine Tylosis; hier ist ein Tylom oder eine Tyloma eine Hornschwiele (Pachyonychia congenita), eine flächenhafte Verdickung der Hornschicht oder einfach eine Schwiele.

## Krankheitsbild und Bedeutung
Eine Zwischenklauengeschwulst bildet sich meist als Folge kleinster Verletzungen oder Irritationen der Zwischenklauenhaut. Reizungen der Interdigitalhaut führen zum Anschwellen des Gewebes. Dies führt zu weiteren Hautreizungen, wodurch sich die Gewebeschwellung verstärkt. Neben mechanischen Traumata (beispielsweise durch das Laufen über Stoppelfelder) können ein zu enger Zwischenklauenspalt, eine unbehandelte chronische Infektion mit Klauenfäule oder eine Dermatitis digitalis die Krankheit auslösen.
Die Erkrankung tritt meist nur sporadisch auf und befällt nach verschiedenen Studien nur 0,4 bis 7,2 Prozent der Tiere, nach einer anderen Quelle durchschnittlich 7,5 Prozent der Milchkühe und 2,9 Prozent der Erstkalbinnen eines Bestandes.
Fleischrassen sind häufiger betroffen als Milchrassen. Meist sind nur die Hinterbeine befallen. Von einer vererblichen Anfälligkeit ist auszugehen. Genetisch bedingte Bindegewebsschwächen des Zwischenklauengewebes und der Interdigitalbänder sowie geringe Hautelastizität begünstigen die Entwicklung einer Spreizklaue. Diese fördert die Bildung einer Zwischenklauengeschwulst.
Bereits 1952 ging der Veterinärmediziner Richard Götze vom fast ausschließlich genetischen Hintergrund der Erkrankung aus. Dies bestätigten im Jahre 2019 genomweite Assoziierungsstudien beim Holstein-Rind, die unter Leitung des Veterinärmediziners Bertram Brenig am Tierärztlichen Institut der Georg-August-Universität Göttingen in Zusammenarbeit mit der Martin-Luther-Universität Halle-Wittenberg durchgeführt wurden. In den Studien konnte gezeigt werden, dass eine Punktmutation im ersten Exon des Tyrosin-Protein Kinase-Rezeptor 2 Gens (ROR2) ursächlich für die Entstehung der Erkrankung ist. Das Gen für den Tyrosin-Protein Kinase-Rezeptor 2 (ROR2) ist auch beim Menschen an der Entstehung von Gliedmaßenfehlbildungen (Brachydaktylie) beteiligt.

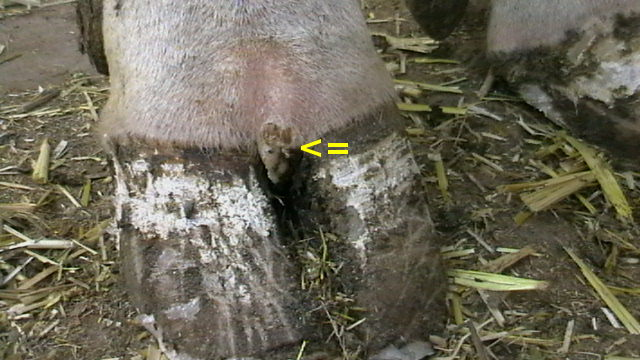
Kleineres Tylom

Anhand der Lage werden zwei verschiedene Formen unterschieden, die Hinweise auf die Entstehung geben:
- Bei mittig im Zwischenklauenspalt gelegenen Wülsten ist von einer erblich bedingten Erkrankung und unterlassener oder falsch ausgeführter Klauenpflege auszugehen.
- Ein asymmetrisch im Zwischenklauenspalt befindliches Tylom deutet auf eine vorherige Entzündung im betroffenen Bereich hin.[7]

Die Geschwulst ist anfangs bohnengroß oder kleiner und wird dabei oft übersehen. Die Wucherungen können die Haut, die Unterhaut oder beide befallen und führen zu einer Hyper- und Parakeratose der Epidermis. Die Wulstung vergrößert sich bis zur doppelten Daumengröße. Das Tylom wird dabei bei jedem Schritt zwischen den Hornschuhen gequetscht. Bei ausgeprägten Spreizklauen kann es auch den Boden berühren. Die bei kleineren Tylomen noch glatte und intakte Haut verändert sich mit zunehmender Größe des Tyloms sowie bei großen Belastungen durch diese Quetschungen; sie wird rau und rissig, wodurch Krankheitserreger gut haften bleiben und (eitrige) Entzündungen hervorrufen können. Die dauernde Reizung führt dabei zu Schmerzen und später zur Lahmheit betroffener Tiere. Bei Sprung- und Besamungsbullen kann die Erkrankung zu Deckunlust und vorher schon zu einer geringeren Spermaqualität führen.

## Diagnose und Behandlung
Aufgrund des klinischen optischen Erscheinungsbildes lässt sich das Tylom leicht erkennen. Dazu sollte der Zwischenklauenspalt gründlich gereinigt werden. Eine Verwechslung mit anderen Klauenerkrankungen ist nahezu ausgeschlossen.
Je nach Größe des Tyloms und der vorhandenen Entzündungen ist eine abgestufte Behandlung erforderlich:
- Kleinere nicht entzündete Wucherungen bedürfen selbst keiner Therapie. Die operative Entfernung sollte unterbleiben, eine funktionale Klauenpflege ist meist ausreichend. Dabei ist auf eine ordnungsgemäß ausgeführte Hohlkehlung zu achten; die an den Zwischenklauenspalt angrenzenden Klauenwände sollten konkav ausgedünnt werden. Eine weitere Quetschung des Tyloms wird damit verhindert und die Schwellung sollte abnehmen. Ein weiterer positiver Effekt ist es, dass die Selbstreinigung des Zwischenklauenspalts verbessert wird, wodurch die Klauen trockener werden und Krankheitserreger schwerer haften bleiben.[7] Ganztägiger Weidegang ist eine weitere Möglichkeit, mit der bei trockener Witterung eine vollständige Rückbildung kleinerer Tylome einhergeht.[8]

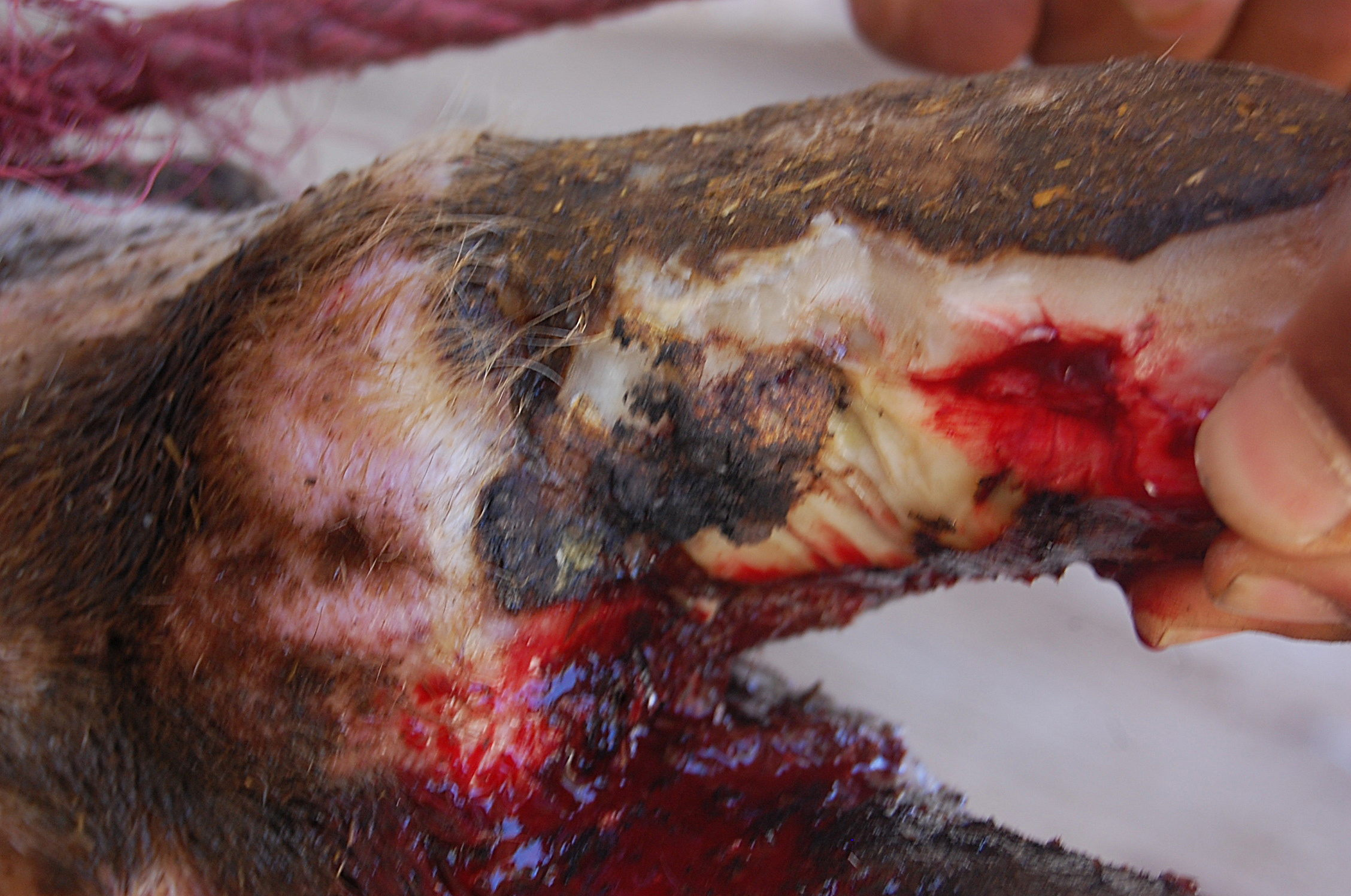
Zwischenklauenspalt nach der operativen Entfernung

- Schon entzündete Tylome müssen zusätzlich antibiotisch behandelt werden. Nach der Klauenpflege sollten entzündete nicht zu große Tylome zuerst mit OTC- oder CTC-Spray behandelt werden. Danach sollte ein Verband mit einer keratolytischen Salbe[8] (Wirkstoffe: Salicylsäure und Methylsalicylat) angebracht werden. Dieser muss nach drei Tagen entfernt werden und nach einem weiteren Tag muss dieselbe Behandlung wiederholt werden. Dies muss solange gemacht werden, bis das Tylom vollständig verschwunden ist. Der Nachteil dieser Methode ist der hohe Arbeits- und Zeitaufwand über mehrere Wochen. Von Vorteil ist die Möglichkeit, die Milch weiter liefern zu können, da keines der äußerlich angewendeten Medikamente mit dem Euter in Berührung kommt.[8]
- Bei hochgradigen Veränderungen verbunden mit ausgedehnten Entzündungen und einer Lahmheit gibt es keine Alternative zur chirurgischen Entfernung des Tyloms durch einen Tierarzt.[7] Erlaubt ist die Operation nur unter örtlicher Betäubung. Sie ist mit starkem Blutverlust verbunden und es muss das komplette Gewebe entfernt werden, da es sonst von neuem zu wuchern beginnt – oft stärker als vor dem Eingriff. Die Wunde kann nicht genäht werden und sollte medikamentös versorgt werden. Eine Alternative zur klassischen Entfernung mit einem Skalpell ist die Benutzung eines elektrisch beheizten Messers, wodurch die Blutgefäße während des Schnitts sofort verschlossen werden. René Pilj beschreibt eine nur 50-prozentige vollständige Abheilung nach chirurgischer Entfernung.[8]

## Vorbeugung
Neben einer regelmäßigen Kontrolle des Zwischenklauenspalts und einer funktionalen Klauenpflege sollte die Erblichkeit beachtet werden. Nach einer Auswertung trat das Tylom bei Nachkommen verschiedener Besamungsbullen mit einer Häufigkeit zwischen 0,1 und 15,3 Prozent auf. Besteht der Verdacht auf ein erbliches Auftreten, sollten entsprechende Tiere von der Zucht ausgeschlossen werden.